# Малиновка (Сергачский район)
Мали́новка — деревня в Сергачском районе Нижегородской области России. Входит в состав Толбинского сельсовета.

## География
Деревня находится в юго-восточной части Нижегородской области, в зоне хвойно-широколиственных лесов, к западу от реки Шковерки, на расстоянии приблизительно 14 километров (по прямой) к северо-западу от города Сергача, административного центра района.
Климат
Климат характеризуется как умеренно континентальный, с коротким тёплым летом и холодной снежной зимой. Среднегодовая температура — 3,6 °C. Средняя температура воздуха самого тёплого месяца (июля) — 20 — 22 °C; самого холодного (января) — −11,5 °C. Среднегодовое количество атмосферных осадков составляет 450—500 мм, из которых большая часть выпадает в тёплый период.
Часовой пояс
Деревня Малиновка, как и вся Нижегородская область, находится в часовой зоне МСК (московское время). Смещение применяемого времени относительно UTC составляет +3:00.

## История
Религия
В конце XIX века жители деревни были прихожанами находящейся в селе Шишковерди церкви Усекновения главы Иоанна Предтечи Нижегородской епархии. Церковь была построена в 1779 году, деревянная, двухпрестольная. Закрыта в 1938 году.

## Население
| 2002 | 2010 |
| ---- | ---- |
| 56   | ↘45  |

В 1859 году в казённой деревне Малиновка (Новый выселок) 2 стана Сергачского уезда насчитывалось 35 дворов, 79 мужчин, 86 женщин.

В 1910 году в деревне Малиновка (Новый Выселок) Богородской волости Сергачского уезда было 86 дворов.  
Национальный состав
Согласно результатам переписи 2002 года, в национальной структуре населения русские составляли 98 %.